# ムエ
ムエ （Mouais）は、フランス、ペイ・ド・ラ・ロワール地域圏、ロワール＝アトランティック県のコミューン。

## 地理

県内のムエの位置

県北部に位置し、シャトーブリアンの北西20キロメートル、レンヌの南46キロメートル、ナントの北54キロメートルのところにある。面積は993ヘクタールしかなく、県最小の面積のコミューンの1つである。境界を接するコミューンはデルヴァル、リュザンジェ、シオン・レ・ミーヌ、イル＝エ＝ヴィレーヌ県のグラン＝フジュレ、ラ・ドミヌレである。
町を、北西から南東方向に県道123号線が通る。ヴィレーヌ川支流のシェール川が流れる。川は、ムエと隣接するデルヴァルとの境界の一部となっている。

## 由来
ルドンの特許状台帳において、ムエは860年頃の文章でMoueとして記載されている。1062年10月25日の文書ではMoia、1104年にはMoyaであった。オジェによると、古いタイトルEcclesia Sanctissimœ-Trinitatis de Mouayaを見ることができる。ナント司教区が教区を列挙した文書Nouveau dénombrement du royaume, par généralitez, élections, paroisses et feux（1720年にパリで出版）においては、教区はMoisとして記されていた。
ブルトン人の聖人がこの曖昧な地名を生み出したとするなら、聖人の名であるMoëに由来しているかもしれない。
地元で話されるオイル語の一種、ガロ語では地名は Móaèとなる。

## 歴史

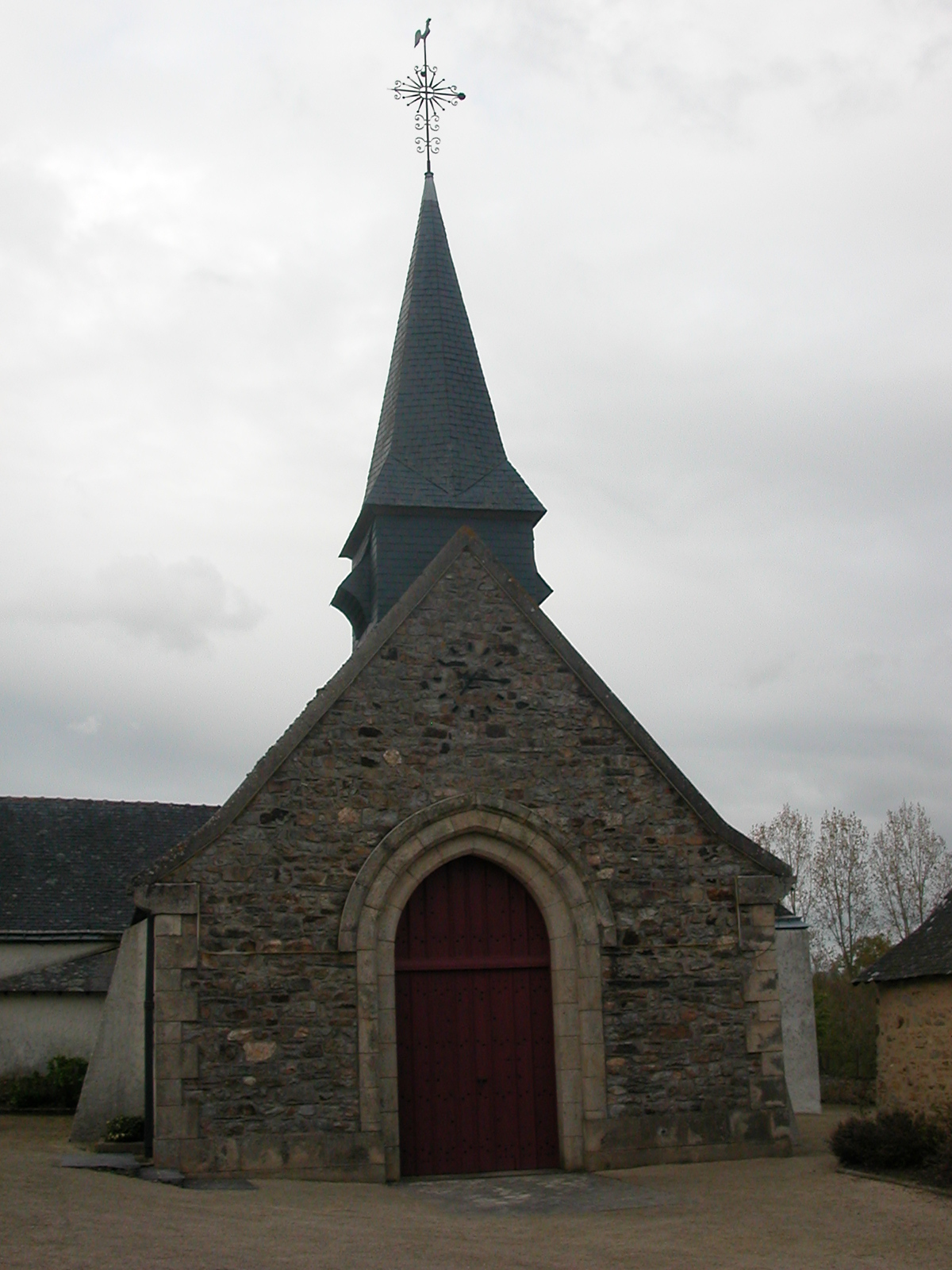
教区教会

シャトーブリアン地方同様、ムエの地域にはケルト人が定住し、その後ガロ＝ローマ人が移ってきた。1532年の合同法でフランス王国に組み込まれる以前には、ブルトン人の土地だった。
864年、ルドンのサン・ソヴ―ル修道院（ベネディクト会）の修道士たちが、この地に修道院を建てた。修道院にはシェール川両岸の土地が与えられた。大西洋からもロワール川からも遠かったにもかかわらず、修道院は10世紀の間にノルマン人たちの略奪にあい、破壊されている。1062年、ナント司教キリアックはサン・ソヴ―ル修道院院長に破壊された修道院を与えることで、教区を創設した。
ル・クレール・ド・ラ・フアイエの死後、15世紀に出来事が起きた。ピエール・ル・メストル・ド・ラ・ガルライエが、ムエの教会のアンフー（enfeu、墓または石棺を置くために教会建物内につくられる壁龕のこと）の権利を得ようとした。このため、彼は既にあった一族の紋章を破壊した。この行いのため、ラ・ガルライエ家の領主は1494年4月6日にレンヌで裁かれた。
1720年、ムエ在住の女性1人が、ブルターニュで反税制蜂起を試みたポンカレックの陰謀（fr）の際、連絡係を務めた容疑で投獄された。1754年、ムエ教区は城代区に昇格した。

## 人口統計
| 1962年 | 1968年 | 1975年 | 1982年 | 1990年 | 1999年 | 2005年 | 2015年 |
| ------ | ------ | ------ | ------ | ------ | ------ | ------ | ------ |
| 377    | 356    | 331    | 302    | 280    | 259    | 318    | 384    |

参照元:1962年から1999年までは複数コミューンに住所登録をする者の重複分を除いたもの。それ以降は当該コミューンの人口統計によるもの。1999年までEHESS/Cassini、2006年以降INSEE

## 参照
1. ↑  
“Habitants de Mouais”. habitants.fr. 2011年4月7日閲覧..
2. ↑  “Mouais”. www.lion1906.com. 2011年10月18日時点のオリジナルよりアーカイブ. 2011年4月24日閲覧.
3. ↑  Cartulaire de l'Abbaye de Redon en Bretagne : 832-1124,  publ. par M.Aurélien de Courson, 1863, p. 166 : Haec carta indicat atque conservat quomodo requisivit Ratuli conuuoionum abbatem de illa cultura que est ante Moe, super Cairum flumen
4. ↑  Cartulaire de l'Abbaye de Redon en Bretagne : 832-1124,  publ. par M.Aurélien de Courson, 1863, p. 232: Aecclesia Sanctis salvatoris Moia
5. ↑  Cartulaire de l'Abbaye de Redon en Bretagne : 832-1124,  publ. par M.Aurélien de Courson, 1863, p. 304.
6. ↑  Jean Ogée, Dictionnaire historique et géographique de la province de Bretagne, t. II, 1815, p. 36a.
7. ↑   Nouveau dénombrement du royaume, par généralitez, élections, paroisses et feux, Paris 1720, p. 238
8. ↑  Michel Priziac, Michel Mohrt (2002). Bretagne des saints et des croyances. Kidour. p. 474..
9. ↑  “Villes bretonnes, noms gallo”. Geobreizh. 2013年3月18日閲覧.
10. 1 2 3  (Flohic 1999, p. 380)
11. ↑  http://cassini.ehess.fr/cassini/fr/html/fiche.php?select_resultat=22790
12. ↑  https://www.insee.fr/fr/statistiques/3293086?geo=COM-44105
13. ↑  http://www.insee.fr